# فالديمار فرانكلين كوينتيرو
العقيد فالديمار فرانكلين كينتيرو (بالإسبانية: Valdemar Franklin Quintero)‏، (26 يناير 1941 - 18 أغسطس 1989)، قائد الشرطة الوطنية الكولومبية في مقاطعة أنتيوكيا. قاد عدة مداهمات كبيرة أسفرت عن ضبط أطنان من الكوكايين. وقد نجح في إحباط محاولة قتل المرشح للرئاسة لويس كارلوس غالان عندما تم إطلاق آر بي جي عليه. تم قتله على يد عصابة كارتل ميديلين في ميديلين بسبب ضبطه للمخدرات ورفضه الحديث مع الكارتل.